# Katsumi (imię)
Katsumi (jap. かつみ, カツミ) – imię japońskie noszone zarówno przez kobiety jak i przez mężczyzn.

## Możliwa pisownia
Katsumi można zapisać używając wielu różnych znaków kanji i może znaczyć m.in.:
- 勝美, „zwycięstwo, piękno”[1]
- 勝実, „zwycięstwo, owoc”
- 勝己, „zwycięstwo, siebie”
- 勝巳, „zwycięstwo, wąż”
- 克美, „przezwyciężyć, piękno”
- 克己, „przezwyciężyć, siebie”
- 克巳, „przezwyciężyć, wąż”

## Znane osoby
- Katsumi Anma, japoński as myśliwski okresu II wojny światowej
- Katsumi Asaba (克己), japoński dyrektor artystyczny
- Katsumi Chō (克巳), japoński seiyū
- Katsumi Nishikawa (克己), japoński reżyser
- Katsumi Matsumura (勝美), japońska siatkarka, medalistka olimpijska
- Katsumi Ōenoki (克己), japoński piłkarz
- Katsumi Ōno (勝己), japoński dyplomata
- Katsumi Sasaki, japoński szachista
- Katsumi Shibata (勝巳), były japoński hokeista
- Katsumi Suzuki (勝美), japoński seiyū
- Katsumi Tezuka (勝巳), japoński aktor
- Katsumi Toriumi (勝美), japoński seiyū
- Katsumi Watanabe (勝美), japoński baseballista
- Katsumi Yanagishima (克巳), japoński operator filmowy
- Katsumi Yokota (克己), japoński projektant gier wideo
- Katsumi Yusa (克美), japoński piłkarz

## Fikcyjne postacie
- Katsumi Akagi, bohaterka mangi i anime Project ARMS
- Katsumi Kabuto (克美), bohater mangi Tenjho Tenge
- Katsumi Liqueur, bohaterka mangi i anime Silent Möbius
- Katsumi Orochi (克巳), bohater mangi i anime Baki the Grappler